# Татомирешти (Васлуј)
Татомирешти (рум. Tatomirești) насеље је у Румунији у округу Васлуј у општини Ребрича. Oпштина се налази на надморској висини од 231 m.

## Становништво
Према подацима из 2002. године у насељу је живело 253 становника, од којих су сви румунске националности.